# Casper Jørgensen
Casper Jørgensen (nascido em 20 de agosto de 1958) é um ciclista profissional dinamarquês que compete em provas de ciclismo de pista e estrada.
Jørgensen foi um dos atletas que representou a Dinamarca nos Jogos Olímpicos de 2008, em Pequim onde conquistou uma medalha de prata competindo na prova de perseguição por equipes (4000 m).